# هانس-يورغن يانسن
هانس-يورغن يانسن (بالألمانية: Hans-Jürgen Jansen)‏ هو لاعب كرة قدم ألماني في مركز الوسط، ولد في 27 سبتمبر 1941. شارك مع منتخب ألمانيا الأولمبي لكرة القدم. أما مع النوادي، فقد لعب مع نادي بوخوم.

## وصلات خارجية
- هانس-يورغن يانسن على موقع قاعدة بيانات كرة القدم.إي يو (الإنجليزية)
- هانس-يورغن يانسن على موقع بيانات كرة القدم. دي إي (الألمانية)